# 沪港通
沪港通全称沪港股票市场交易互联互通机制试点（英語：Shanghai-Hong Kong Stock Connect），於2014年11月17日开通，是中国上海证券交易所、香港交易所、中国证券登记结算有限责任公司及香港中央结算有限公司联合开展的沪港股票市场交易互联互通机制试点。沪港通由上海证券交易所和香港交易所建立技术连接，使中國内地和香港投资者允许通过当地证券公司或者经纪商买卖规定范围内的对方交易所上市的股票。

## 背景
2007年8月，中国政府规划“境内个人直接投资境外市场试点方案”，拟在天津市推出个人投资者直接投资港股的措施，即“港股直通车”，但由于客观条件尚不成熟而中止。2011年后，多次传出中国可能推出QDII2（合格境内个人投资者）试点，准许境内个人投资者直接购买境外股票、债券等等金融资产，但也一直未能定案。
2014年4月10日，中国国务院总理李克强在博鳌论坛上发表演讲，指出将着重推动新一轮高水平对外开放，并称此后将积极创造条件，建立上海与香港股票市场交易互联互通机制，进一步促进中国内地与香港资本市场双向开放和健康发展。同日中午，中国证监会正式批复沪港开展股票市场互联互通机制试点，简称“沪港通”，其计划总额度为5500亿元人民币，参与港股通个人投资者资金账户余额应不低于人民币50万元，港股通正式启动需6个月准备时间。故市场普遍预计沪港通将于2014年10月开通。
2014年10月，香港发生雨伞革命。疑受此事件影响，原先于10月26日举行的沪港通开通彩排仪式被取消，正式开通时间亦遭延迟。
2014年11月，中共中央总书记、国家主席习近平在北京举行的2014年APEC峰会接见香港行政长官梁振英时，拍板定案沪港通开通。

## 时间线
- 2014年11月10日：中国证监会与香港证监会共同宣布，批准沪港通于11月17日正式启动。受此事件影响，恒生指数开盘高开524点，当日午间收报23939.74点，上升389.5点，升幅达到1.65%。[5]
- 2014年11月14日：中华人民共和国财政部、国家税务总局与中国证监会公布沪港通试点及QFII、RQFII税收政策。[6]
- 2014年11月15日：上交所与港交所共同举行正式开通前的通关测试。[7][8]
- 2014年11月17日：沪港通正式开通。香港居民每日2万元人民币兑换上限也同步取消。[2]
- 2014年11月17日：成交首日恆生指數不升反跌，收市報23797.08點，下跌290.30 點，跌幅1.21%，香港經由滬股通買賣上海股票的每日額度的170億，於該日的下午1時55分全數用盡，相反，内地經由港股通買賣香港股票成交量的反應冷淡，餘額達87.32億人民幣，僅用了限額的約17%。[9]
- 2014年11月18日：成交第二日恆生指數繼續不升反跌，收市報23529.17點，下跌267.91，跌幅1.13%，投資滬股通使用了37%額度，剩餘81.55億人民幣；相反投資港股通的只有8億元，剩餘97億人民幣，使用了僅7.6%額度。[10]
- 2014年11月19日：成交第三日恆生指數繼續下跌，收市報23,373.31點，下跌155.86點，跌幅0.66%。
- 2014年11月20日：成交第四日恆生指數繼續下跌，收市報23,349.64點，下跌23.67點，跌幅0.10%。
- 2015年4月8日：港股通單日使用額度105億首次於該日下午2時09分全數用盡。
- 2016年12月5日：深港通开通，为配合资金流动，减少阻碍，沪股通南北向所有总额度限制皆被取消；但每日额度被保留。
- 截至2017年7月1日：港股通运行总体平稳，内地资金经由港股通（沪）共净买入香港市场标的股4922.82亿港元，香港资金经由沪股通共净买入标的股1577.99亿人民币。
- 2018年4月11日：滬港通每日額度計劃將擴大4倍，其中沪港通北向每日额度调整为520亿元人民币，沪港通南向每日额度调整为420亿元人民币。[11][12]

## 组成部分
沪港通分为以下部分：
投資者資格
所有的香港投資者與海外投資者都可以被允許透過這個機制交易在上海聯交所上市的符合條件之股票。但是，只有中國大陸的機構投資者與证券账户與资金帳戶在五十萬人民幣以上的內地個人投資者可以被允許買賣香港聯交所上的股票。
符合條件的股票
- 沪股通：只有在上海上市的A股將被納入初級階段。香港及海外投資者將能夠在『上證180指數』和『上證380指數』的交易時間內對其成分股進行即時交易，以及上海证券交易所上市的A＋H股公司股票。而被上交所实施风险警示的股票（即ST、*ST股票）不纳入沪股通股票；以人民币以外货币报价的股票（即B股）也不纳入沪股通股票。2014年11月17日，首日开通时，沪股通资格股票标的共有568只[14]。
- 港股通，即内地投资者委托内地证券公司，经由上交所设立的证券交易服务公司，向港交所进行申报，买卖规定范围内的港交所上市的股票。股票范围包括联交所『恒生综合大型股指数』、『恒生综合中型股指数』成份股和同时在港交所、上交所上市的A+H股公司股票。但是，同时在上交所以外的内地证券交易所和联交所上市的股票不纳入港股通股票范围；在联交所以人民币报价交易的股票不纳入港股通范围；A+H股上市公司若其A股被上交所实施风险警示，则其相应的H股也不纳入港股通股票。试点初期，香港证监会要求参与港股通的境内投资者，仅限于机构投资者及证券账户及资金账户资产合计不低于人民币50万元的个人投资者。2014年11月17日，首日开通时，港股标的共268支[15]。

額度
2016年12月5日起，沪港通总额度限制已取消，保留沪港通南北双向每日额度限制。沪港通规定每日额度余额为沪股通520亿元人民币，港股通420億元人民幣。以港股通为例，当日额度余额=每日额度-买入申报金额+卖出成交金额+被撤销和被联交所拒绝接受的买入申报金额+买入成交价低于申报价的差额。当日额度在联交所开市前时段使用完毕的，上交所将暂停接受该时段后续的买入申报，且在该时段结束前不再恢复，但仍然接受卖出申报。当日额度在联交所持续交易时段使用完毕的，上交所将停止接受当日后续的买入申报，但仍然接受卖出申报。在上述时段停止接受买入申报的，当日不再恢复。
交易時段
根據‘主場規則’，具體交易時段將依據各自交易所規定執行，相應地，滬股通交易時段將依據上交所時間，港股通將依據港交所時間。同時，為避免計時差異，各自將提前5分鐘轉發訂單到對方交易主機，由對方對訂單進行處理。
交易日
交易將只在這兩個市場能够共同進行交易且正常結算的日期開放。
交易貨幣
沪股通股票以人民币报价和交易；港股通交易以港币报价，投资者以人民币交收。
結算
中国结算与香港结算分别作为港股通与沪股通股票的名义持有人与对方进行结算并代表股东行使权利。

## 影响
沪港通是中国资本市场对外开放的重要内容，有利于加强两地资本市场联系，推动资本市场双向开放，具有三方面的积极意义。这些方面包括：
1. 有利于通过一项全新的合作机制增强中国资本市场的综合实力；
2. 有利于巩固上海和香港两个金融中心的地位；
3. 有利于推动人民币国际化，支持香港发展成为离岸人民币业务中心。

就规模而言，“沪港通”双向额度远比不上内地的QFII（合格境外机构投资者）及QDII（合格境内机构投资者）额度，占香港股市与上海股市交易量及总市值的比重微小。但是，“沪港通”通联机制建立之后，将来的开放规模及项目预计会逐步扩大，这将对香港及内地资本市场格局产生广泛而深远的影响。“沪港通”也可以倒逼上证A股市场规范及体制改革，促进其与国际资本市场接轨，所以“沪港通”也是中国金融改革的重要步骤。
未来，在沪港通业务成功的基础上，也可以有“沪美通”、“沪欧通”，实现中国大陆证券市场与国际市场更全面的互联互通。

## 統計數據
|        | 滬港通的南向交易平均每日成交金額（十億元） | 參考來源 |
| ------ | ------------------------------------------ | -------- |
| 2015年 | 3.4                                        | [ 18 ]   |
| 2016年 | 3.6                                        | [ 19 ]   |
| 2017年 | 7.5                                        | [ 20 ]   |
| 2018年 | 8.2                                        | [ 21 ]   |
| 2019年 | 6.8                                        | [ 22 ]   |
| 2020年 | 13.1                                       | [ 22 ]   |
| 2021年 | 20.1                                       | [ 23 ]   |
| 2022年 | 15.9                                       | [ 24 ]   |

## 其他
2014年5月，港交所股本证券与定息产品及货币联席主管陈秉强称，一旦出现极端情况，“沪港通”的机制可以暂停。
另外，沪港通启动后，将会积极增强两地跨境监管和执法合作。

## 評價

### 香港
- 行政长官梁振英表示，滬港通是互惠互利的計劃，有助擴大香港投資者的人民幣投資渠道與香港市場的流動性，更能配合內地的資本項目逐步開放，並鞏固香港作為國際金融中心的地位。